# Championnat de la Barbade de football 2018
Navigation
Saison précédente Saison suivante
La saison 2018 du Championnat de la Barbade de football est la cinquante-et-unième édition de la Premier League, le championnat national à la Barbade. 
Des changements importants surviennent lors de cette édition dans la mesure où le nombre de participants passe de dix à douze équipes qui sont réparties en deux poules de six équipes chacune. Chaque équipe rencontre deux fois un adversaire de sa poule (matchs aller-retour) et une fois un adversaire de l'autre poule (matchs inter-zone). Les deux vainqueurs des poules disputent la finale du championnat, dont le gagnant est désigné champion. Les deux derniers de chaque poule sont relégués en 2e division, de même que le perdant du match de barrage pour le maintien opposant les avant-derniers de chaque poule.
C'est le Weymouth Wales FC qui conserve son titre acquis la saison précédente. Il s'agit du dix-septième titre de champion de la Barbade de l'histoire du club.

## Les clubs participants
- Barbados Defence Force SC
- Brittons Hill FC
- Ellerton FC
- Empire FC – Promu de Division 1
- Notre Dame SC
- Paradise FC
- Porey Springs FC – Promu de Division 1
- Rendezvous FC
- Silver Sands
- University of the West Indies FC
- Waterford Compton FC – Promu de Division 1
- Weymouth Wales FC – Tenant du titre

## Compétition
Le barème de points servant à établir le classement se décompose ainsi :
- Victoire : 3 points
- Match nul : 1 point
- Défaite : 0 point